# Bund der Sternfreunde
Der Bund der Sternfreunde (BdS) war eine überregionale Vereinigung deutscher Amateurastronomen. Er wurde im Jahre 1921 von Robert Henseling gegründet, dem damaligen Leiter und auch Gründer der Sternwarte Stuttgart und des zugehörigen Planetariums.
Durch die Bekanntheit Henselings als Autor populärer astronomischer Bücher und der von ihm herausgegebenen Monatsschrift Die Sterne – Zeitschrift für alle Gebiete der Himmelskunde gewann der Verein rasch tausende
Mitglieder, durch die in ganz Deutschland die Veranstaltung abendlicher Sternführungen sehr gefördert wurde.
Unter der Nazi-Herrschaft wurde Henseling unter ein Vortragsverbot gestellt, der Verein konnte jedoch überleben, auch dank der beliebten Schriftenreihen des Kosmos-Verlags. Nach dem Krieg wurde der Bund der Sternfreunde 1952 in der BRD als Vereinigung der Sternfreunde wiedergegründet.